# Wasim Haslim
Wasim Haslim (circa 1987/1988) is een Guyaans-Surinaams cricketspeler.

## Biografie
Gavin Singh is afkomstig uit Guyanaanse hoofdstad Georgetown en speelde daar voor de Georgetown Cricket Club. Vanaf 2011 kwam hij uit in de Canada Cricket League.
Hij kwam in 2015 uit voor het Surinaamse nationale cricketteam tijdens op het World Cricket League Division Six, een toernooi dat onder auspiciën van de International Cricket Council werd georganiseerd. Suriname won dit toernooi.
Het jaar erna zou het Surinaamse team uitkomen op de World Cricket League Division Five. Hieruit trok Suriname zich terug, omdat de Vanuatu Cricket Association de nationaliteit van enkele spelers ter discussie stelde, onder wie van Haslim, Muneshwar Patandin, Gavin Singh, Vishwar Shaw en Sauid Drepaul. Vanatu was in het vorige toernooi in de halve finale uitgeschakeld door Suriname.